# Mathieu Hirigoyen
Mathieu Hirigoyen (Bayona, Francia, 25 de enero de 1999) es un jugador profesional francés de rugby que se desempeña en la posición de ala abierto en Stade Français Paris, equipo perteneciente a la liga Top 14.

## Carrera
Hirigoyen es un jugador de formación francesa (JIFF). Comenzó su carrera deportiva con el equipo Anglet Olympique Rugby Club, en el cual jugó una temporada (2011-2012), después pasó a Biarritz Olympique Pays Basque (2012-2022), luego a Stade Français Paris, donde lleva jugando dos temporadas.